# Condado de Johnson (Missouri)
O Condado de Johnson é um dos 114 condados do estado americano de Missouri. A sede do condado é Warrensburg, e sua maior cidade é Warrensburg. O condado possui uma área de 2 158 km² (dos quais 7 km² estão cobertos por água), uma população de 48 258 habitantes, e uma densidade populacional de 22 hab/km² (segundo o censo nacional de 2000). O condado foi fundado em 1834.